# North Bay (Wisconsin)
North Bay es una villa ubicada en el condado de Racine en el estado estadounidense de Wisconsin. En el Censo de 2010 tenía una población de 241 habitantes y una densidad poblacional de 788,56 personas por km².

## Geografía
North Bay se encuentra ubicada en las coordenadas 42°45′55″N 87°46′50″O / 42.76528, -87.78056. Según la Oficina del Censo de los Estados Unidos, North Bay tiene una superficie total de 0.31 km², de la cual 0.26 km² corresponden a tierra firme y (16.1%) 0.05 km² es agua.

## Demografía
Según el censo de 2010, había 241 personas residiendo en North Bay. La densidad de población era de 788,56 hab./km². De los 241 habitantes, North Bay estaba compuesto por el 94.19% blancos, el 2.9% eran afroamericanos, el 0% eran amerindios, el 1.24% eran asiáticos, el 0% eran isleños del Pacífico, el 0.83% eran de otras razas y el 0.83% pertenecían a dos o más razas. Del total de la población el 6.64% eran hispanos o latinos de cualquier raza.